# Супириор (Ајова)
Супириор (енгл. Superior) град је у америчкој савезној држави Ајова. По попису становништва из 2010. у њему је живело 130 становника.

## Демографија
Према попису становништва из 2010. у граду је живело 130 становника, што је -12 (-8.5%) становника више него 2000. године.
| Група             | 2000.       | 2010.       |
| Белци             | 138 (97,2%) | 127 (97,7%) |
| Афроамериканци    | 0 (0,0%)    | 0 (0,0%)    |
| Азијати           | 1 (0,7%)    | 0 (0,0%)    |
| Хиспаноамериканци | 3 (2,1%)    | 2 (1,5%)    |
| Укупно            | 142         | 130         |